# Кущівник рудий
Кущівни́к рудий (Thamnistes anabatinus) — вид горобцеподібних птахів родини сорокушових (Thamnophilidae). Мешкає в Мексиці, Центральній і Південній Америці.

## Опис
Довжина птаха становить 13-14 см, вага 19-23,6 г. Верхня частина тіла оливково-коричнева, тім'я руде, над очима блідо-охристі "брови". Крила і хвіст руді. Нижня частина тіла блідо-оливково-жовта. Дзьоб міцний, дещо гачкуватий. У самців на спині малопомітна рудувато-оранжева пляма.

## Підвиди
Виділяють шість підвидів:
- T. a. anabatinus Sclater, PL & Salvin, 1860 — атлантичні схили на південному сході Мексики (східна Оахака, Табаско, Чіапас), на півночі Гватемали, на півдні Белізу та на півночі і сході Гондурасу;
- T. a. saturatus Ridgway, 1908 — Нікарагуа, Коста-Рика і крайній захід Панами;
- T. a. coronatus Nelson, 1912 — центральна і східна Панама та північно-західна Колумбія;
- T. a. intermedius Chapman, 1914 — захід Колумбії і Еквадору (на південь до Ель-Оро);
- T. a. gularis Phelps, WH & Phelps, WH Jr, 1956 — крайній північний захід Венесуели (Тачира) і сусідні райони північно-східної Колумбії;
- T. a. aequatorialis Sclater, PL, 1862 — східні передгір'я Анд в Колумбії, Еквадорі і північному Перу (на південь до Мараньйону).

Перуанський кущівник раніше вважався підвидом рудого кущівника, однак був визнаний окремим видом. Деякі дослідники також виділяють підвиди T. a. gularis у T. a. aequatorialis окремий вид Thamnistes aequatorialis.

## Поширення і екологія
Руді кущівники мешкають в Мексиці, Гватемалі, Белізі, Гондурасі, Нікарагуа, Коста-Риці, Панамі, Колумбії, Еквадорі, Перу і Венесуелі. Вони живуть у верхньому ярусі і кронах вологих рівнинних і гірських тропічних лісів та у вторинних заростях. Зустрічаються поодинці або парами, на висоті до 1700 м над рівнем моря. Часто приєднуються до змішаних зграй птахів. Живляться комахами та іншими безхребетними, яких збирають з листя, як віреони. Гніздо глибоке, чашоподібне, розміщується на деревію, на висоті від 7 до 15 м над землею. В кладці 2 білих яйця, поцяткованих коричневими плямками. Будують гніздо, насиджують кладку і доглядають за пташенятами і самиці, і самці.